# Ill Na Na
Ill Na Na — дебютный студийный альбом американской рэпершы Foxy Brown, вышедший 19 ноября 1996 года. С альбома вышел первый хит Фокси, песня «I'll Be» (она достигла 7 места в чарте Billboard Hot 100). В США альбом разошёлся в количестве более 1 миллиона копий.

## Об альбоме
Фокси начала записывать альбом в начале 1996 года. Он вышел 19 ноября, 1996 года и дебютировал на седьмом месте в чарте Billboard 200 и на первом в чарте Top R&B/Hip-Hop Albums. На альбоме присутствуют такие артисты как 112, R. Kelly, Havoc, Method Man и Jay-Z. Большую часть альбома спродюсировали Trackmasters. С Ill Na Na вышло четыре сингла: I'll Be (совместно с Jay-Z), Get Me Home (совместно с 112), Touch Me, Tease Me (совместно с R. Kelly) и Big Bad Mamma (совместно с 112). Сингл «I’ll Be» попал на 52 место в списке музыкального канала MTV «100 самых лучших хип-хоп песен всех времен и народов».

## Список композиций
1. «Intro» — 3:17
2. «(Holy Matrimony) Letter to The Firm» — 3:26
3. «Foxy’s Bells» — 3:20
4. «Get Me Home» (совместно с 112) — 3:49
5. «The Promise» (совместно с Havoc) — 4:20
6. «Interlude…The Set Up» — 1:00
7. «If I…» — 3:42
8. «The Chase» — 3:18
9. «Ill Na Na» (совместно с Method Man) — 3:06
10. «No One’s» — 3:32
11. «Fox Boogie» — 3:06
12. «I'll Be» (совместно с Jay-Z) — 2:58
13. «Interlude… All Them Haters» — 0:42
14. «Big Bad Mamma» (совместно с 112) — 3:53
15. «Touch Me, Tease Me» (совместно с R. Kelly) — 3:49
16. «Outro» — 5:02

## Семплы
- Intro семплирует песни Dead Man Walking от Cormega, I Wanna Make Love от Isaac Hayes и Just Another Case от Slick Rick[4]
- Трек «I'll Be» семплирует песню I'll Be Good René & Angela[4]